# Агарвала, Джоти Прасад
Джоти Прасад Агарвала  (ассам. জ্যোতিপ্ৰসাদ আগৰৱালা, англ. Jyoti Prasad Agarwala; 17 июня 1903, Дибругарх, Британская Индия — 17 января 1951, Тезпур, Ассам) — ассамский и индийский поэт-песенник, писатель
, драматург, композитор, кинорежиссёр
, продюсер, борец за независимость Индии.
Основатель ассамского кино. Сыграл важную роль в создании первого ассамского фильма Joymati в 1935 году.

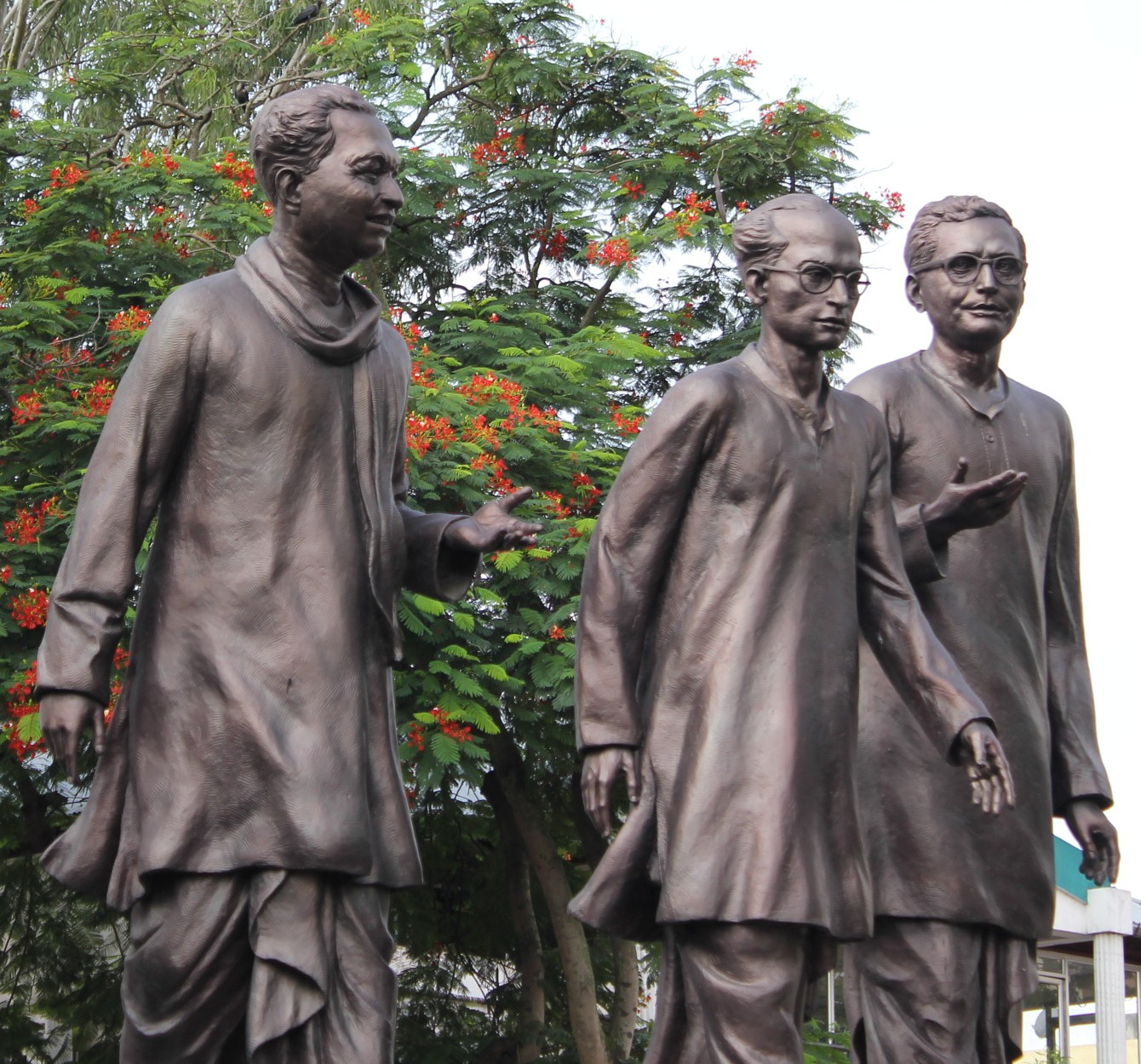
Фрагмент памятника в Тезпуре, Ассам

## Биография
В 1921 году поступил в Калькуттский университет. В 1926 году отправился в Эдинбург, где изучал экономику, но в 1930 году вернулся на родину, не закончив курс. На обратном пути провёл семь месяцев в Германии на студии Universum Film AG, где учится кинопроизводству.
После своего возвращения в Ассам продолжил активную деятельность в движении за независимость Индии, в 1932 году был заключён в тюрьму на пятнадцать месяцев.
Основал киностудию «Chitraban Studio» и в конце 1933 года начал снимать первый ассамский фильм «Joymati», вышедший на экраны в 1935 году.
Умер от рака.

## Творчество
Автор сборников стихов, в том числе около тринадцати детских стихотворений, прозы, нескольких пьес и др. Создал более 300 песен, многие из которых сам положил на музыку.

### Избранные произведения
Сборники стихов
- Jyoti Raamaayon (জ্যোতি ৰামায়ণ)
- Luitor Paaror Agnixur (লুইতৰ পাৰৰ অগ্নাসুৰ), 1971

Рассказы, эссе, очерки
- Rupohi (ৰূপহী)
- Bogitora (বগীতৰা)
- Xontora (সন্তৰা)
- Xuntir Abhimaan (সোণটিৰ অভিমান)
- Zuzaru (যুঁজাৰু)
- Xotir Xuworoni (সতীৰ সোঁৱৰণী)
- Xondhya (সন্ধিয়া)
- Xilakuti (শিলাকুটি)
- Neelasorai (নীলাচৰাই)

Романы
- Amar Gaon (আমাৰ গান)

Другие книги
- Jyotidhara (জ্যোতিধৰা)
- Chandrakumar Agarwala (চন্দ্ৰ কুমাৰ আগৰৱালা)
- Background of Assamese Architecture (অসমীয়া শিল্পকলাৰ ইতিহাস)

Стихи для детей
- Kumpur Xopon (কামপুৰ সপোন)

Песни
- Jyoti xongit (জ্যোতি সংগীত).

Пьесы
- Sonit Kunwori (শোণিতকুঁৱৰী) (1925)
- Karengar Ligiri (কাৰেঙৰ লিগিৰী) (1930)
- Rupalim (ৰূপালীম) (1938)
- Nimati Konya (নিমাতী কইনা) (1964)
- Khanikar (কাহিনীকাৰ) (1977)
- Lobhita (লভিতা) (1945)
- Perfection of me (মোৰ পূণ্যতা)

### Фильмография
- Джоймоти (জয়মতী) (1935)
- Индрамалати (ইন্দ্ৰমালতী) (1939)